# Kai Kentaro
Kentaro Kai (甲斐 健太郎 Kai Kentarō, sinh ngày 1 tháng 11 năm 1994) là một cầu thủ bóng đá người Nhật Bản. Anh thi đấu cho FC Gifu.

## Sự nghiệp
Kentaro Kai gia nhập câu lạc bộ tại J2 League FC Gifu năm 2016.